# Helicopsyche thyonoe
Helicopsyche thyonoe är en nattsländeart som beskrevs av Schmid 1993. Helicopsyche thyonoe ingår i släktet Helicopsyche och familjen Helicopsychidae. Inga underarter finns listade i Catalogue of Life.